# نادي شعب حضرموت
نادي شعب حضرموت الرياضي الثقافي هو نادٍ رياضي يمني من مدينة المكلا في محافظة حضرموت، تأسس في 20 أبريل 1964م.
يضم النادي 13 لعبة رسمية وهي: كرة القدم بفئاتها الأربع، وكرة السلة بفئاتها الأربع، وكرة الطائرة، والتايكوندو، والكاراتية، والجودو، والملاكمة، وكرة اليد، وكرة تنس الطاولة، والشطرنج، وألعاب القوى، وركوب الدراجات، وبناء الأجسام.

## الإنجازات
كأس الكوؤس اليمني 4: 1988، 1991، 1999، 2004
الدوري التنشيطي اليمني1: 2020
كاس السوبر اليمني1: 1995
بطل دوري الدرجه الثانيه2: 1994، 1981
بطل كأس الكؤس الاسيويه1: 1965
كأس السوبر الاسيوي 1: 1966
اكبر نتيجه لشعب حضرموت كانت ضد اهلي صنعاء بنتيجه 7-0

## الأداء في مسابقات الاتحاد الآسيوي
- كأس الاتحاد الآسيوي: 1 ظهور

2008: دور المجموعات، المركز الثاني في المجموعة
- كأس أبطال الكؤوس الآسيوية: 1 ظهور

2001–02: الجولة الأولى